# Iberdrola Australia
Iberdrola Australia, (anteriormente Infigen Energy), es una empresa desarrolladora, propietaria y operadora de activos de generación de energía renovable en Australia. La sede central se encuentra en Sídney (Nueva Gales del Sur), y cuenta con otras oficinas en Melbourne (Victoria) y Brisbane (Queensland). Iberdrola Australia se convirtió en filial de Iberdrola S.A. en 2020.
En mayo de 2024, Iberdrola Australia tenía una capacidad total de 2,4 GW. Los clientes de la empresa se encuentran en Nueva Gales del Sur, Victoria, Queensland y Australia del Sur en el Mercado Eléctrico Nacional, y en Australia Occidental en el Sistema Interconectado del Sudoeste.

## Historia
Antes de su adquisición en 2020 por la empresa española Iberdrola, S.A., Iberdrola Australia operaba como Infigen Energy (Infigen). 
Infigen cotizó en la Bolsa de Valores de Australia (ASX) en octubre de 2005con el código BBW. Cuando se incorporó a la ASX, su cartera comprendía tres parques eólicos con una capacidad instalada de aproximadamente 150 megavatios (MW).  En 2007, la cartera de Infigen aumentó a 33 parques eólicos con una capacidad instalada de 1.200 MW.  En 2007, era el cuarto mayor propietario mundial de parques eólicos y es el mayor proveedor de energía eólica de Australia.
En 2009, Infigen cambió su nombre de Babcock & Brown Wind Partners después de separarse de la empresa matriz en problemas Babcock & Brown (código ASX IFN). 
En 2012, Infigen organizó su primera carrera popular, llamada “Run with the Wind”, en su parque eólico Woodlawn. La segunda carrera popular de la empresa al año siguiente contó con el apoyo de los Greater Western Sydney Giants. Ambas carreras fueron ganadas por el corredor olímpico Martin Dent, y las ganancias se donaron a organizaciones benéficas. Infigen organizó la carrera “Run with the Wind” en 2014, 2015, 2016, 2017 y 2018. 
En 2013, la compañía colaboró con el fabricante danés de aerogeneradores Vestas en la Ley de hechos de la energía eólica.
En 2015, Infigen se unió a los compromisos climáticos del Proyecto de divulgación de carbono del camino a París, también conocido como la coalición We Mean Business. El mismo año, Infigen se unió al programa de la Oficina Verde CitySwitch de Australia, que es una asociación entre empresas y gobiernos locales, estatales y federales que trabajan juntos para tener un impacto positivo en el cambio climático.
En 2016, Infigen anunció el retiro de su Director Gerente y CEO, Miles George, y el nombramiento de Ross Rolfe como su sucesor a partir de la conclusión de la reunión general anual de la compañía el 17 de noviembre de 2016. Miles George había sido el director ejecutivo y CEO de Infigen desde 2009. En 2017, Infigen anunció el retiro de Mike Hutchinson como Presidente de la Junta y el nombramiento del director no ejecutivo Len Gill en sucesión al Sr. Hutchinson como Presidente de la Junta.
En junio de 2020, Credit Suisse lanzó una OPA por Infigen Energy en nombre de UAC Energy.Iberdrola lanzó una oferta de adquisición competitiva.
 La oferta de Iberdrola finalmente tuvo éxito y UAC vendió su participación a Iberdrola el 9 de septiembre de 2020.
La transición de la marca de Infigen a Iberdrola Australia se anunció en junio de 2020 y se llevó a cabo en diciembre de 2020. El 1 de junio de 2021, Infigen Energy pasó a llamarse Iberdrola Australia.

## Operaciones
La cartera de Iberdrola Australia incluye parques eólicos y solares, baterías y activos de arranque rápido. Todos los parques eólicos de la empresa están acreditados por GreenPower.
Parques eólicos*
| Parque Eólico                               | Capacidad instalada (MW) | Estado | Fecha de Operación Comercial |
| ------------------------------------------- | ------------------------ | ------ | ---------------------------- |
| Lake Bonney 1                               | 81                       | SA     | Marzo 2005                   |
| Walkaway                                    | 89                       | WA     | Julio 2006                   |
| Lake Bonney 2                               | 159                      | SA     | Septiembre 2008              |
| Capital                                     | 141                      | NSW    | Enero 2010                   |
| Lake Bonney 3                               | 39                       | SA     | Julio 2010                   |
| Woodlawn                                    | 48                       | NSW    | Octubre 2011                 |
| Bodangora                                   | 113                      | NSW    | Febrero 2019                 |
| Port Augusta Renewable Energy Park (PAREP)* | 210                      | SA     | Septiembre 2022              |
| Flyers Creek                                | 145                      | NSW    | Septiembre 2024              |

*PAREP es un parque híbrido eólico y solar
Granjas Solares
| Granjas Solares | Capacidad instalada (MW) | Estado | Fecha de Operación Comercial |
| --------------- | ------------------------ | ------ | ---------------------------- |
| PAREP           | 107                      | SA     | Septiembre 2022              |
| Avonlie         | 245                      | NSW    | Agosto 2023                  |
| Broadsound      | 376                      | QLD    | En desarrollo                |

Activos de energía renovable contratados
| Activo de Energía Renovable Contratado | Capacidad instalada (MW) | Estado | Fecha Inicio Contrato |
| -------------------------------------- | ------------------------ | ------ | --------------------- |
| Cherry Tree                            | 58                       | VIC    | Diciembre 2018        |
| Collector                              | 136^                     | NSW    | Marzo 2020            |

Activos reafirmantes
| Activo Reafirmante | Capacidad instalada (MW) | Estado | Fecha de Operación Comercial/Adquisición |
| ------------------ | ------------------------ | ------ | ---------------------------------------- |
| Smithfield         | 123                      | NSW    | Adquirido en mayo de 2019                |
| Lake Bonney        | 25                       | SA     | Diciembre 2019                           |
| Bolivar^^          | 120                      | SA     | Febrero 2023                             |
| Wallgrove^^        | 50                       | NSW    | Octubre 2021                             |
| Broadsound         | 180                      | QLD    | En desarrollo                            |

^^Arrendamiento a largo plazo

## Iniciativas de sostenibilidad
Iberdrola Australia publicó su Informe de sostenibilidad 2023 en junio de 2024. Fue el primer informe anual de sostenibilidad de la empresa como parte de Iberdrola S.A.
La empresa tiene como objetivo lograr cero emisiones netas de carbono para 2040 y una biodiversidad neta positiva para 2030. 
Iberdrola Australia es signataria de Caring for Climate, Pacto Mundial de las Naciones Unidas. 